# Agylla fasciculata
Agylla fasciculata là một loài bướm đêm thuộc phân họ Arctiinae, họ Erebidae.